# Pachytriton
Pachytriton es un género de anfibios caudados de la familia Salamandridae. Lo forman ocho especies de tritones autóctonos del sudeste de China.

## Especies
Se reconocen las siguientes nueve especies:
- Pachytriton archospotus Shen, Shen & Mo, 2008
- Pachytriton brevipes (Sauvage, 1876)
- Pachytriton changi Nishikawa, Matsui & Jiang, 2012
- Pachytriton feii Nishikawa, Jiang & Matsui, 2011
- Pachytriton granulosus Chang, 1933
- Pachytriton inexpectatus Nishikawa, Jiang, Matsui & Mo, 2011
- Pachytriton moi Nishikawa, Jiang & Matsui, 2011
- Pachytriton wuguanfui[2] Yuan, Zhang & Che, 2016
- Pachytriton xanthospilos Wu, Wang & Hanken, 2012